# Faxinalzinho
Faxinalzinho là một đô thị thuộc bang Rio Grande do Sul, Brasil. Đô thị này có diện tích 143,381 km², dân số năm 2007 là 2613 người, mật độ 18,22 người/km².